# Constance van Oostenrijk
Constance van Oostenrijk (Graz, 24 december 1588 – Warschau, 10 juli 1631) was van 1605 tot aan haar dood koningin van Polen en grootvorstin van Litouwen. Ze behoorde tot het huis Habsburg.

## Levensloop
Constance was een dochter van aartshertog Karel II van Oostenrijk uit diens huwelijk met Maria Anna, dochter van hertog Albrecht V van Beieren.
Op 11 december 1605 huwde ze in Warschau met koning Sigismund III van Polen (1566-1632), de weduwnaar van haar oudere zus Anna van Oostenrijk. Het feit dat de koning een tweede keer huwde met een zus van de streng katholieke keizer Ferdinand II leidde tot politiek onrust, aangezien gevreesd werd dat de beruchte Inquisitie meer macht zou krijgen in Polen. Toen de Dertigjarige Oorlog uitbrak schaarde Sigismund zich aan de zijde van het huis Habsburg.
De muzikaal hoogbegaafde Constance componeerde verschillende muziekstukken. De Italiaanse kapelmeester Asprilio Pacelli gaf haar dan weer zanglessen. Ze had de reputatie vroom en zachtmoedig te zijn. Tijdens de belegering van Smolensk verbleef Constance in Vilnius. Toen daar brand uitbrak, gaf ze haar edelstenen aan haar personeel. Ook tijdens een pestepidemie in Warschau deed ze aan liefdadigheid; ze verstrekte de armen drie maanden lang kledij en voedsel.
Het huwelijk van Constance en Sigismund III was zeer gelukkig. In juli 1631 overleed ze op 42-jarige leeftijd aan een beroerte, wat haar echtgenoot zwaar schokte. Ze werd bijgezet in de Wawelkathedraal van Krakau.

## Nakomelingen
Constance en Sigismund III kregen zeven kinderen:
- Jan Casimir (1607-1608)
- Jan II Casimir (1609-1672), koning van Polen
- Jan Albert (1612-1634), prins-bisschop van Ermland en Krakau
- Karel Ferdinand (1613-1655), bisschop van Breslau en Hertog van Opole en Ratibor
- Alexander Karel (1614-1634)
- Anna Constantia (1616)
- Anna Catharina Constance (1619-1651), huwde in 1644 met keurvorst Filips Willem van de Palts

## Voorouders
| Voorouders van Constance van Oostenrijk (1588-1631) | Voorouders van Constance van Oostenrijk (1588-1631)                             | Voorouders van Constance van Oostenrijk (1588-1631)                             | Voorouders van Constance van Oostenrijk (1588-1631)                             | Voorouders van Constance van Oostenrijk (1588-1631)                             | Voorouders van Constance van Oostenrijk (1588-1631)                             | Voorouders van Constance van Oostenrijk (1588-1631)                             | Voorouders van Constance van Oostenrijk (1588-1631)                             | Voorouders van Constance van Oostenrijk (1588-1631)                             |
| --------------------------------------------------- | ------------------------------------------------------------------------------- | ------------------------------------------------------------------------------- | ------------------------------------------------------------------------------- | ------------------------------------------------------------------------------- | ------------------------------------------------------------------------------- | ------------------------------------------------------------------------------- | ------------------------------------------------------------------------------- | ------------------------------------------------------------------------------- |
| Overgrootouders                                     | Filips I van Castilië (1478-1506) ∞ 1496 Johanna van Castilië (1479–1555)       | Filips I van Castilië (1478-1506) ∞ 1496 Johanna van Castilië (1479–1555)       | Wladislaus II van Hongarije (1456-1514) ∞ 1502 Anna van Foix (1484-1506)        | Wladislaus II van Hongarije (1456-1514) ∞ 1502 Anna van Foix (1484-1506)        | Willem IV van Beieren (1493-1550) ∞ Jacoba van Baden (1507-1580)                | Willem IV van Beieren (1493-1550) ∞ Jacoba van Baden (1507-1580)                | Keizer Ferdinand I (1503-1564) ∞ 1521 Anna van Bohemen en Hongarije (1503-1547) | Keizer Ferdinand I (1503-1564) ∞ 1521 Anna van Bohemen en Hongarije (1503-1547) |
| Grootouders                                         | Keizer Ferdinand I (1503-1564) ∞ 1521 Anna van Bohemen en Hongarije (1503-1547) | Keizer Ferdinand I (1503-1564) ∞ 1521 Anna van Bohemen en Hongarije (1503-1547) | Keizer Ferdinand I (1503-1564) ∞ 1521 Anna van Bohemen en Hongarije (1503-1547) | Keizer Ferdinand I (1503-1564) ∞ 1521 Anna van Bohemen en Hongarije (1503-1547) | Albrecht V van Beieren (1528-1578) ∞ 1546 Anna van Oostenrijk (1528-1590)       | Albrecht V van Beieren (1528-1578) ∞ 1546 Anna van Oostenrijk (1528-1590)       | Albrecht V van Beieren (1528-1578) ∞ 1546 Anna van Oostenrijk (1528-1590)       | Albrecht V van Beieren (1528-1578) ∞ 1546 Anna van Oostenrijk (1528-1590)       |
| Ouders                                              | Karel II van Oostenrijk (1540-1590) ∞ 1571 Maria Anna van Beieren (1551-1608) ' | Karel II van Oostenrijk (1540-1590) ∞ 1571 Maria Anna van Beieren (1551-1608) ' | Karel II van Oostenrijk (1540-1590) ∞ 1571 Maria Anna van Beieren (1551-1608) ' | Karel II van Oostenrijk (1540-1590) ∞ 1571 Maria Anna van Beieren (1551-1608) ' | Karel II van Oostenrijk (1540-1590) ∞ 1571 Maria Anna van Beieren (1551-1608) ' | Karel II van Oostenrijk (1540-1590) ∞ 1571 Maria Anna van Beieren (1551-1608) ' | Karel II van Oostenrijk (1540-1590) ∞ 1571 Maria Anna van Beieren (1551-1608) ' | Karel II van Oostenrijk (1540-1590) ∞ 1571 Maria Anna van Beieren (1551-1608) ' |

- Gemeinsame Normdatei: 122911466
- Nationale Bibliotheek van Polen: a0000001208901
- Système universitaire de documentation: 254202373
- Virtual International Authority File: 311413045